# Exetastes illyricus
Exetastes illyricus là một loài tò vò trong họ Ichneumonidae.